# Pravo u 1400.
◄◄ | ◄ | 1397. | 1398. | 1399. | 1400.  | 1401. | 1402. | 1403. | ► | ►►
Arhitektura • Astronomija • Glazba • Knjige • Književnost • Kršćanstvo • Medicina • Pravo • Promet • Slikarstvo • Znanost
Pravo u 1400.

## Hrvatska i u Hrvata

### Događaji
- Kastavski statut

## Vanjske poveznice
|  | Zajednički poslužitelj ima još gradiva o temi Pravo |